# Sindaci di Perugia
Di seguito l'elenco cronologico dei sindaci di Perugia e delle altre figure apicali equivalenti che si sono succedute nel corso della storia.

## Età comunale
Podestà di Perugia
| Podestà del Comune di Perugia                                                                           | Podestà del Comune di Perugia          | Podestà del Comune di Perugia |
| Nome | Mandato                                | Note |
| --- | -------------------------------------- | --- |
| Giovanni Capocci                                                                                        | 1201                                   | Primo incarico con il titolo e la carica di podestà di Perugia. "Romanorum Consul et Perusinorum Potestas". |
| Giovanni de Papa                                                                                        | 1205                                   | Funzionario politico. |
| Gherardo Ghislieri                                                                                      | 1207                                   | |
| Uguccio di Guidaccio                                                                                    | 1209                                   | |
| Pandolfo della Suburra                                                                                  | 1209 - 1210                            | Senatore di Roma. |
| Bulgarello di Raniero                                                                                   | 1215                                   | |
| Pandolfo della Suburra                                                                                  | 1217 - 1218                            | |
| Giovanni Capocci                                                                                        | 1223                                   | Secondo incarico. |
| Giovanni di Brienne                                                                                     | 1227 - 1229                            | Re di Gerusalemme e imperatore latino di Costantinopoli. |
| Ramberto Ghislieri                                                                                      | 1233 - 1234                            | Il podestà fece incidere su una pietra la situazione amministrativa del Comune, che non presentava più debiti, e le procedure per raccogliere le tasse. |
| Pandolfo                                                                                                | 1237                                   | |
| Giovanni del Giudice                                                                                    | 1240                                   | Senatore di Roma. |
| Raniero di Bulgarello                                                                                   | 1250                                   | |
| Ugolino da Fogliano                                                                                     | 1255                                   | Dal 1255 si affianca la figura del Capitano. |
| Rainaldo da Brunforte                                                                                   | 1258                                   | Appartenne alla nobile e potente famiglia Brunforte che signoreggiava una serie di castelli nel sud della Marca d'Ancona. |
| Pietro Parenti                                                                                          | 1262                                   | |
| Maffeo Maggi                                                                                            | 1274 - 1275                            | |
| Matteo da Correggio                                                                                     | 1278                                   | |
| Federico Arcidiaconi                                                                                    | 1279                                   | |
| Giacomo Martinengo                                                                                      | 1281                                   | |
| Manfredino Della Rosa                                                                                   | 1287                                   | Appartenente alla famiglia della Signoria di Sassuolo (conosciuta anche come "da Sassuolo". |
| Messer Colgano d'Acquasparta                                                                            | 1291                                   | |
| Berardo da Camerino                                                                                     | 1296                                   | |
| Niccolò Cerchi                                                                                          | 1299                                   | |
| Corrado Ferretti                                                                                        | 1301                                   | |
| Tommaso da Enzola                                                                                       | 1303                                   | Inizio del governo della corporazione popolare dei "Raspanti". |
| Giovanni da Lucino                                                                                      | giugno 1304 - novembre 1304            | |
| Raniero Buondelmonti                                                                                    | 1306                                   | |
| Berardo Bartolino Magri da Brescia                                                                      | 1309 (6 mesi)                          | |
| Giovanni da Santo Vitale da Parma                                                                       | 1310 (6 mesi)                          | |
| Ottaviano di ser Betto Brunelleschi da Firenze                                                          | 1311 (6 mesi)                          | |
| Buonagionta dei Fornari da Lucca                                                                        | 1311 - 18 settembre 1311               | Morto durante il mandato a Città della Pieve. |
| Ugolino Terminalli d'Amelia                                                                             | 1311                                   | Entrato in carica da due mesi come capitano del popolo, succedette alla carica di podestà dopo la morte improvvisa di Buonagionta. |
| Monte de Nero                                                                                           | 1312                                   | |
| Gualtiero degli Altinghieri                                                                             | 1313                                   | |
| Monaldo Brancaleoni                                                                                     | giugno 1313                            | |
| Pietro Traversari da Ferrara                                                                            | 1314 (6 mesi)                          | |
| Corrado Simeone da Ancona                                                                               | 1315                                   | |
| Tommaso Suppi da Fermo                                                                                  | 1316                                   | |
| Andrea di Domenico dei Marchesi da Massa                                                                | 1317 (6 mesi)                          | |
| Pagnone da Cingoli                                                                                      | 1318 (6 mesi)                          | |
| Fortebraccio degli Ugucinegli da Pistoia                                                                | 1319 (6 mesi)                          | |
| Giustincillo Teselgardi da Fermo                                                                        | 1319 (6 mesi)                          | |
| Giovanni dei Morotti da San Gimignano                                                                   | 1319                                   | |
| Ettolo di Tano dei Tavini                                                                               | 1320                                   | |
| Rinaldo Cima                                                                                            | 1322                                   | |
| Vieri di Bardi da Firenze                                                                               | 1327                                   | Il 17 maggio 1327 fu emanata dal palazzo del podestà la sentenza di scomunica contro Ludovico IV il Bavaro che fu contro la chiesa. |
| Jacopo dei Ciccioni                                                                                     | 1 gennaio 1328                         | |
| Corrado Ghindazzi da Napoli                                                                             | 1 gennaio 1329                         | |
| Gelo degli Ottaviani da Pistoia                                                                         | 1 gennaio 1330                         | |
| Giulio Foscarini da Bologna                                                                             | 1 luglio 1330                          | |
| Oddo Longaro degli Oddi                                                                                 | 2 dicembre 1330 - 1331                 | |
| Bertoldo Agnolo da Rieti                                                                                | gennaio 1331                           | |
| Ottaviano dei Belforti da Volterra                                                                      | 9 ottobre 1331 - giugno 1332 (8 mesi)  | |
| Nicola Giovanni de Giuliano da Steglie                                                                  | luglio 1332 - luglio 1333              | |
| Giovanni da Imola                                                                                       | luglio 1333                            | |
| Ranieri dei Cavalieri da Pistoia                                                                        | gennaio 1334 (6 mesi)                  | |
| Nicola Gregorio da Ascoli                                                                               | luglio 1334 (6 mesi)                   | |
| Francesco Acarige da Siena                                                                              | luglio 1335 (6 mesi)                   | |
| Manuello dei Marchesi da Massa                                                                          | maggio 1336 - luglio 1336              | Morto durante il mandato a Foligno. A sostituirlo fu suo figlio Federico. |
| Federico dei Marchesi da Massa                                                                          | agosto 1336 (3 mesi)                   | |
| Giovanni dei Cozenghi da Firenze                                                                        | novembre 1336                          | |
| Buonaparte dei Ghisilleri                                                                               | 23 dicembre 1337                       | |
| Simeone Corrado d'Ancona                                                                                | 1338 giugno (6 mesi)                   | |
| Giovanni dei Panciatichi da Pistoia                                                                     | 1338 dicembre (6 mesi)                 | |
| Giovanni da Padova                                                                                      | luglio 1339 (6 mesi)                   | |
| Francesco Berardo da Ascoli                                                                             | gennaio 1340 (6 mesi)                  | |
| Paolo da Terni                                                                                          | gennaio 1341 (6 mesi)                  | |
| Lorenzo da Picchena                                                                                     | luglio 1341 (6 mesi)                   | |
| Baligano Ranaldo da Staffolo                                                                            | gennaio 1342                           | Viene redatto il secondo Statuto in lingua volgare |
| Muccio degli Innamorati da Ascoli                                                                       | luglio 1343 (6 mesi)                   | |
| Barone Canosa da Reggio Emilia                                                                          | gennaio 1344                           | |
| Sciro da Ancona                                                                                         | gennaio 1345 (6 mesi)                  | |
| Roberto Ottaviano dei Belforti                                                                          | luglio 1345 (6 mesi)                   | |
| Cino da Castel San Piero                                                                                | luglio 1346 (6 mesi)                   | |
| Rodolfo dei Panciatichi da Pistoia                                                                      | gennaio 1347 (6 mesi)                  | Grande carestia di grano. La maggiore ricordata. |
| Galgano dei Todini da Massa                                                                             | luglio 1347 (6 mesi)                   | |
| Matteo da Bologna                                                                                       | gennaio 1348 (6 mesi)                  | Arrivo della grande peste a Perugia l'8 aprile 1348. Riuscì miracolosamente a terminare il mandato. |
| Ercolano degli Scotti da Siena                                                                          | luglio 1348 (6 mesi)                   | |
| Berardo da Narni                                                                                        | gennaio 1349 (6 mesi)                  | |
| Antonio Tommaso da Fermo                                                                                | 12 settembre 1349 (6 mesi)             | |
| Berardo dei Belforti da Volterra                                                                        | settembre 1350 (6 mesi)                | |
| Niccolò Pannocchini da Volterra                                                                         | settembre 1352 (6 mesi)                | Capitano della guardia. |
| Rinaldo Altovito da Firenze                                                                             | marzo 1353 (6 mesi)                    | |
| Jacopo degli Alberti da Firenze                                                                         | marzo 1354                             | |
| Bindaccio da San Miniato                                                                                | settembre 1354                         | |
| Andrea de Bardi                                                                                         | 1355                                   | |
| Bonifacio da Modena                                                                                     | maggio 1355 (6 mesi)                   | |
| Venanzo dei Morroti da San Gimignano                                                                    | maggio 1356 (6 mesi)                   | |
| Nino degli Obizzi da Lucca                                                                              | novembre 1356 (6 mesi)                 | |
| Pino de Rossi                                                                                           | 1357                                   | |
| Giovanni Francesco da Monte Melino                                                                      | 1359                                   | |
| Lotto Castellani da Firenze                                                                             | 1365                                   | |
| Bindo de Bardi                                                                                          | 1364                                   | Fratello di Andrea de Bardi. |
| Bettino Covoni                                                                                          | 1380                                   | |
| Alberto de Gallutiis                                                                                    | 1380                                   | |
| Carica sospesa dal vicario e governatore generale di Perugia, Gérard du Puy dal 1372 al 1º gennaio 1376 |                                        | |
| Andreasio Cavalcabò                                                                                     | dicembre 1376                          | |
| Enrico degli Obizzi                                                                                     | 1378                                   | Viene nominato comandante militare insieme a Onofrio Rossi per combattere contro Bettona. Devasta il territorio nemico e poi si dirige verso Col di Mezzo, che si arrende spontaneamente. Anche Collepepe e Gaglietole seguono l'esempio di Col di Mezzo. Durante l'azione, vengono catturati 250 prigionieri. Successivamente, fa erigere una fortezza nelle vicinanze di Bettona. Al ritorno a Perugia, viene accolto con tutti gli onori. Alla fine del suo incarico, il comune gli concede di aggiungere il grifone, simbolo della città, allo stemma araldico. |
| Pietro Bianchi                                                                                          | 1398                                   | |
| Corrado del Carretto                                                                                    | 1401                                   | Nomina da parte del Duca di Milano, Gian Galeazzo Visconti |
| Andrea Castelli                                                                                         | novembre 1401                          | |
| Alberto Alberti                                                                                         | 1406                                   | |
| Piero di Luigi Guicciardini                                                                             | 1419                                   | |
| Francesco Ferretti                                                                                      | 1424                                   | Martino V lo nominò podestà di Perugia, appena liberata dalla signoria di Braccio da Montone |
| Simeone Buondelmonti da Firenze                                                                         | 1427                                   | Senatore di Roma |
| Giovanni Ludovisi                                                                                       | 1438                                   | Nominato da papa Papa Eugenio IV |
| Battista Fresoni di Terni                                                                               | 1443                                   | |
| Giacomo Silvestrini                                                                                     | gennaio 1445                           | |
| Niccolò Chiericati                                                                                      | 1445                                   | |
| Pietro Tebaldeschi                                                                                      | 6 marzo 1446 - 1452                    | |
| Gentile da Fermo                                                                                        | 1452 - 1453                            | |
| Gozzo dei Gozzoni da Osmo                                                                               | 1453 - 1454                            | |
| Sante dei Vitelli da Corgneto                                                                           | 1454 - 1455                            | |
| Giacomo Silvestrini                                                                                     | primo semestre del 1455 - gennaio 1456 | |
| Antonio Fedelini                                                                                        | 1456-1457                              | |
| Giovanni Calzavacca                                                                                     | 1472 - 1473                            | |
| Gabriele Capodilista                                                                                    | settembre 1473 - ottobre 1475          | |
| Gaspare Grassi                                                                                          | 1484                                   | |
| Giovanni Francesco Aldovrandi di Bologna                                                                | 1485                                   | |
| Paolo Tiberti da Cesena                                                                                 | 1487                                   | |
| Vero de Veri                                                                                            | 1554                                   | |

## Stato Pontificio (1806-1860)
| Maire        | Maire                                     | Maire          | Maire             |
| Nominativo   | Nominativo                                | Mandato        | Mandato           |
| Nominativo   | Nominativo                                | Inizio         | Fine              |
| ------------ | ----------------------------------------- | -------------- | ----------------- |
|              | Giulio Cesarei Rossi Leoni                | 1806           | 1818              |
| Gonfalonieri |                                           |                |                   |
| Nominativo   | Nominativo                                | Mandato        | Mandato           |
| Nominativo   | Nominativo                                | Inizio         | Fine              |
|              | Giuseppe Baglioni                         | settembre 1818 | 1820              |
|              | Giulio Cesarei Rossi Leoni                | 1820           | 1822              |
|              | Rodolfo Pucci Boncambi                    | 1823           | 1828              |
|              | Vincenzo Ansidei                          | 1828           | ?                 |
|              | Francesco Conestabile della Staffa        | ?              | 1842              |
|              | Carlo Lippi-Alessandri (Facente funzione) | 1842           | 1843              |
|              | Benedetto Baglioni                        | 1843           | 1860              |
|              | Nicola Danzetta (Facente funzione)        | 1860           | 29 settembre 1860 |

## Regno d'Italia (1861-1946)
| Sindaci nominati dal governo (1860-1889)          | Sindaci nominati dal governo (1860-1889) | Sindaci nominati dal governo (1860-1889) | Sindaci nominati dal governo (1860-1889) | Sindaci nominati dal governo (1860-1889) | Sindaci nominati dal governo (1860-1889) |
| Nominativo                                        | Nominativo                               | Partito                                  | Partito                                  | Mandato                                  | Mandato                                  |
| Nominativo                                        | Nominativo                               | Partito                                  | Partito                                  | Inizio                                   | Fine                                     |
| ------------------------------------------------- | ---------------------------------------- | ---------------------------------------- | ---------------------------------------- | ---------------------------------------- | ---------------------------------------- |
|                                                   | Nicola Danzetta                          |                                          | Destra storica                           | 29 settembre 1860                        | 3 maggio 1861                            |
|                                                   | Reginaldo Ansidei                        |                                          | Indipendente                             | 31 maggio 1861                           | 14 marzo 1867                            |
|                                                   | Evelino Waddington                       |                                          | Indipendente                             | 15 marzo 1867                            | 6 marzo 1870                             |
|                                                   | Reginaldo Ansidei                        |                                          | Indipendente                             | 7 marzo 1870                             | 3 luglio 1879                            |
|                                                   | Ulisse Rocchi                            |                                          | Partito Radicale Italiano                | 4 luglio 1879                            | 20 maggio 1885                           |
|                                                   | Tiberio Berardi                          |                                          | Destra storica                           | 21 maggio 1885                           | 17 novembre 1889                         |
| Sindaci eletti dal Consiglio comunale (1889-1926) |                                          |                                          |                                          |                                          |                                          |
| Nominativo                                        | Nominativo                               | Partito                                  | Partito                                  | Mandato                                  | Mandato                                  |
| Nominativo                                        | Nominativo                               | Partito                                  | Partito                                  | Inizio                                   | Fine                                     |
|                                                   | Paolo Angeloni                           |                                          | Destra storica                           | 18 novembre 1889                         | 26 aprile 1893                           |
|                                                   | Ulisse Rocchi                            |                                          | Partito Radicale Italiano                | 27 aprile 1893                           | 29 marzo 1902                            |
|                                                   | Luciano Valentini                        |                                          | Partito Liberale Italiano                | 30 marzo 1902                            | 14 luglio 1919                           |
|                                                   | Ettore Franceschini                      |                                          | Partito Socialista Italiano              | 18 ottobre 1920                          | 4 maggio 1921                            |
|                                                   | Silvio Ghidoli (Regio Commissario)       | –                                        | –                                        | 5 maggio 1921                            | 1923                                     |
|                                                   | Oscar Uccelli                            |                                          | Partito Nazionale Fascista               | 22 febbraio 1923                         | 1926                                     |
| Podestà nominati dal governo (1926-1943)          |                                          |                                          |                                          |                                          |                                          |
| Nominativo                                        | Nominativo                               | Partito                                  | Partito                                  | Mandato                                  | Mandato                                  |
| Nominativo                                        | Nominativo                               | Partito                                  | Partito                                  | Inizio                                   | Fine                                     |
|                                                   | Oscar Uccelli                            |                                          | Partito Nazionale Fascista               | 1926                                     | 20 dicembre 1929                         |
|                                                   | Giovanni Buitoni                         |                                          | Partito Nazionale Fascista               | 1 febbraio 1930                          | 26 aprile 1934                           |
|                                                   | Colombo Corneli                          |                                          | Partito Nazionale Fascista               | 30 ottobre 1934                          | 6 giugno 1940                            |
|                                                   | Giulio Agostini                          |                                          | Partito Nazionale Fascista               | 7 giugno 1940                            | 3 settembre 1943                         |
| Sindaci nominati dal prefetto (1944-1946)         |                                          |                                          |                                          |                                          |                                          |
| Nominativo                                        | Nominativo                               | Partito                                  | Partito                                  | Mandato                                  | Mandato                                  |
| Nominativo                                        | Nominativo                               | Partito                                  | Partito                                  | Inizio                                   | Fine                                     |
|                                                   | Fausto Andreani                          |                                          | Partito Socialista Italiano              | 4 luglio 1944                            | 26 gennaio 1946                          |

## Repubblica Italiana (dal 1946)
| Sindaci eletti dal Consiglio comunale (1946-1995)    | Sindaci eletti dal Consiglio comunale (1946-1995) | Sindaci eletti dal Consiglio comunale (1946-1995) | Sindaci eletti dal Consiglio comunale (1946-1995) | Sindaci eletti dal Consiglio comunale (1946-1995) | Sindaci eletti dal Consiglio comunale (1946-1995) | Sindaci eletti dal Consiglio comunale (1946-1995) | Sindaci eletti dal Consiglio comunale (1946-1995) | Sindaci eletti dal Consiglio comunale (1946-1995) |
| Nominativo                                           | Nominativo                                        | Partito                                           | Partito                                           | Giunta                                            | Giunta                                            | Mandato                                           | Mandato                                           | Elezione                                          |
| Nominativo                                           | Nominativo                                        | Partito                                           | Partito                                           | Giunta                                            | Giunta                                            | Inizio                                            | Fine                                              | Elezione                                          |
| ---------------------------------------------------- | ------------------------------------------------- | ------------------------------------------------- | ------------------------------------------------- | ------------------------------------------------- | ------------------------------------------------- | ------------------------------------------------- | ------------------------------------------------- | ------------------------------------------------- |
|                                                      | Ugo Lupattelli                                    |                                                   | Partito Socialista Italiano                       |                                                   | PSI-PCI                                           | 27 gennaio 1946                                   | 16 febbraio 1948                                  | Elezione 1946                                     |
|                                                      | Aldo Manna                                        |                                                   | Partito Socialista Italiano                       | 17 febbraio 1948                                  | PSI-PCI                                           | 26 maggio 1952                                    |                                                   | Elezione 1946                                     |
|                                                      | Aldo Manna                                        | PCI-PSI                                           | Partito Socialista Italiano                       | 26 maggio 1952                                    | 23 aprile 1953                                    | Elezione 1952                                     |                                                   |                                                   |
|                                                      | Alessandro Seppilli                               | PCI-PSI                                           |                                                   | Partito Socialista Italiano                       | 29 dicembre 1953                                  | Elezione 1952                                     | 28 maggio 1956                                    |                                                   |
|                                                      | Alessandro Seppilli                               | PCI-PSI                                           | 28 maggio 1956                                    | Partito Socialista Italiano                       | 7 novembre 1960                                   | Elezione 1956                                     |                                                   |                                                   |
|                                                      | Alessandro Seppilli                               | PCI-PSI                                           | 7 novembre 1960                                   | Partito Socialista Italiano                       | 28 dicembre 1964                                  | Elezione 1960                                     |                                                   |                                                   |
|                                                      | Antonio Berardi                                   |                                                   | Partito Socialista Italiano                       |                                                   | DC-PSI-PSDI                                       | 29 dicembre 1964                                  | 23 luglio 1970                                    | Elezione 1964                                     |
|                                                      | Mario Caraffini                                   |                                                   | Partito Socialista Italiano                       |                                                   | PCI-PSI-PSIUP                                     | 24 luglio 1970                                    | 21 luglio 1975                                    | Elezione 1970                                     |
|                                                      | Giovanni Perari                                   |                                                   | Partito Socialista Italiano                       |                                                   | PCI-PSI                                           | 22 luglio 1975                                    | 3 luglio 1977                                     | Elezione 1975                                     |
|                                                      | Stelio Zaganelli                                  |                                                   | Partito Socialista Italiano                       | 4 luglio 1977                                     | PCI-PSI                                           | 6 luglio 1980                                     |                                                   | Elezione 1975                                     |
|                                                      | Giorgio Casoli                                    |                                                   | Partito Socialista Italiano                       |                                                   | PCI-PSI                                           | 7 luglio 1980                                     | 24 maggio 1987                                    | Elezione 1980                                     |
|                                                      | Giorgio Casoli                                    | PCI-PSI                                           | Partito Socialista Italiano                       | Elezione 1985                                     |                                                   | 7 luglio 1980                                     | 24 maggio 1987                                    |                                                   |
|                                                      | Mario Silla Baglioni                              | PCI-PSI                                           |                                                   | Elezione 1985                                     | Partito Socialista Italiano                       | 25 maggio 1987                                    | 18 giugno 1990                                    |                                                   |
|                                                      | Mario Valentini                                   |                                                   | Partito Socialista Italiano                       |                                                   | PCI-PSI-PRI                                       | 18 giugno 1990                                    | 24 aprile 1995                                    | Elezione 1990                                     |
| Sindaci eletti direttamente dai cittadini (dal 1995) |                                                   |                                                   |                                                   |                                                   |                                                   |                                                   |                                                   |                                                   |
| Nominativo                                           | Nominativo                                        | Partito                                           | Partito                                           | Coalizione                                        | Coalizione                                        | Mandato                                           | Mandato                                           | Elezione                                          |
| Nominativo                                           | Nominativo                                        | Partito                                           | Partito                                           | Coalizione                                        | Coalizione                                        | Inizio                                            | Fine                                              | Elezione                                          |
|                                                      | Gianfranco Maddoli                                |                                                   | Indipendente                                      |                                                   | PDS-PRC-PPI-PdD                                   | 24 aprile 1995                                    | 14 giugno 1999                                    | Elezione 1995                                     |
|                                                      | Renato Locchi                                     |                                                   | Democratici di Sinistra (1999-2007)               |                                                   | DS-SDI-PRC-PPI-PdCI                               | 14 giugno 1999                                    | 14 giugno 2004                                    | Elezione 1999                                     |
|                                                      | Renato Locchi                                     | DS-DL/PD-UDEUR-PRC-SDI-PdCI                       | Democratici di Sinistra (1999-2007)               | 14 giugno 2004                                    | 8 giugno 2009                                     | Elezione 2004                                     |                                                   |                                                   |
|                                                      | Renato Locchi                                     | DS-DL/PD-UDEUR-PRC-SDI-PdCI                       | Partito Democratico (2007-2009)                   | 14 giugno 2004                                    | 8 giugno 2009                                     | Elezione 2004                                     |                                                   |                                                   |
|                                                      | Wladimiro Boccali                                 |                                                   | Partito Democratico                               |                                                   | PD-SEL-IdV-FdS                                    | 8 giugno 2009                                     | 11 giugno 2014                                    | Elezione 2009                                     |
|                                                      | Andrea Romizi                                     |                                                   | Forza Italia                                      |                                                   | FI-AP-FdI-L. civiche                              | 11 giugno 2014                                    | 31 maggio 2019                                    | Elezione 2014                                     |
|                                                      | Andrea Romizi                                     | LN-FdI-FI-L. civiche                              | Forza Italia                                      | 31 maggio 2019                                    | 26 giugno 2024                                    | Elezione 2019                                     |                                                   |                                                   |
|                                                      | Vittoria Ferdinandi                               |                                                   | Indipendente                                      |                                                   | PD-Az-M5S-AVS-L. civiche                          | 26 giugno 2024                                    | in carica                                         | Elezioni 2024                                     |